# Ziarul de Iași
Ziarul de Iași este un ziar regional din Iași, Moldova, România, înființat de Toni Hrițac, Dan Radu și Gabi Rusu în 2002. În anul 2004, doi oameni de afaceri ieșeni, Andi Lăzescu și Cezar Caluschi au cumpărat pachetul majoritar de 54% din acțiuni de la întemeietorii publicației.
Conform datelor din ianuarie 2011, pachetul majoritar de acțiuni este deținut de compania EMI Deutschland.